# Texar
Texar est un personnage du roman de Jules Verne Nord contre Sud.

## Le(s) personnage(s)
Âgé de 35 ans. D'origine espagnole, chevelure noire et raide, sourcils épais, yeux verdâtres, bouche large « comme si elle eût été faite d'un coup de sabre », lèvres minces et rentrées, nez court percé de narines de fauve. Physionomie indiquant l'astuce et la violence du personnage. Taille moyenne, constitution vigoureuse « trempée dans cette vie de grand air et d'aventures qui avait toujours été la sienne ». Barbu autrefois, il a dû se raser par suite d'un coup de feu qui lui a brûlé le système pileux et ses traits en prenaient une dureté plus apparente. Ainsi l'auteur décrit-il son personnage, ou plutôt ses personnages, car Texar est double, des jumeaux dont la gémellité est parfaite au point de vue physique comme au point de vue moral. 
Ils sont nés dans quelque petit village du Texas, d'où dérive sans doute leur nom. Abandonnés sur le bord du littoral, ils furent recueillis et élevés par la charité publique. Leur merveilleuse ressemblance avait immédiatement attiré l'attention. Même voix, même attitude, mêmes gestes, même physionomie et mêmes instincts où l'on dénotait déjà une perversité précoce. La manière dont ils furent élevés et quelque peu instruits reste un mystère. Sans doute par une famille de nomades qui couraient alors le pays. Épris d'un désir de liberté prédominant, dès l'âge de douze ans, ils s'émancipèrent. Vivant sans doute de rapines et de vols, puis de pillage et d'expéditions sur les grandes routes, sous la coupe de malfaiteurs qui utilisaient leur étonnante ressemblance, ils arrivèrent ainsi à l'âge adulte. À cette époque, ils disparurent des endroits qu'ils écumaient et bientôt même leur nom fut oublié.
Entre vingt et trente ans, ils vécurent séparés. Chacun, de son côté, cherchait la fortune par tous les moyens. Ils ne se retrouvaient qu'en de rares instants, en Amérique ou dans une autre partie du monde, partout où les menait leur vie aventureuse, à l'abri des regards indiscrets. À cette époque, ils devinrent négriers, faisant transporter des cargaisons d'esclaves d'Afrique aux États-Unis. La traite étant peu à peu abolie et le marché ne devenant plus lucratif, ils décidèrent enfin de se servir de leur gémellité. En vieillissant, leur ressemblance n'avait rien perdu de sa perfection. Physiquement, mais aussi par l'intonation de la voix ou les gestes, les deux frères ne faisaient plus qu'un. Cette particularité naturelle les servit admirablement. Lorsque l'un commettait un crime ou un pillage, l'autre se montrait publiquement en quelque autre endroit. Comme personne ne les avait vus ensemble depuis des années, ayant tout fait pour se faire oublier, l'alibi marchait à chaque fois et le présumé coupable était innocenté. Il leur suffisait de ne pas être arrêté en flagrant délit.
C'est ainsi que Texar vint s'installer dans la péninsule floridienne. Leur retraite, ils la découvrirent dans la Crique-noire, endroit que personne ne connaissait. Ils se lièrent avec la pire racaille du territoire. Leur ressemblance pouvait cependant être altérée par les accidents de leur vie d'aventures. Il fallait absolument que lorsqu'un des Texar était victime d'un de ces accidents, l'autre soit immédiatement prévenu pour pouvoir préserver leur intégrité gémellaire. Ainsi l'un s'étant fait brûler la barbe par un coup de feu, le second se rasa afin de conserver leur ressemblance au plus près. Ayant pris l'ascendant sur les petits Blancs du comté, espagnols ou autres partisans de l'esclavage, les Texar étendent ainsi leur influence sur la population de Jacksonville. 
La haine de Texar pour les Burbank remonte au temps où le chef de famille, James Burbank, au cours d'une vente d'esclaves, a réussi à acheter la mulâtresse Zermah, que le brigand convoitait. Cette haine s'augmente lorsque Burbank, abolitionniste de cœur, décide d'affranchir ses esclaves. Texar, devenu maître de Jacksonville après l'éviction des anciens magistrats, harangue la foule et la lance dans une expédition vengeresse contre Camdless-Bay, la propriété familiale. Durant le pillage, il réussit à s'emparer de Dy, la petite fille de Burbank, et de Zermah. Après les avoir conduites à la Crique-noire, avec l'aide de son âme damnée, l'indien Squambo, il préside le procès de James Burbank et de son fils, accusés d'accointance avec l'ennemi. Mais l'arrivée des troupes nordistes fait avorter son projet. Son repaire ayant été découvert, il s'enfuit avec ses prisonnières et trouve refuge au fond des Everglades, où son frère le rejoint. Un jour, Zermah les surprend ensemble. Leur secret découvert, ils décident de la supprimer. Mais, cernés par les Nordistes alertés par Burbank, les deux frères sont arrêtés. Refusant de se dénoncer l'un l'autre, ils seront fusillés  et mourront face au peloton d'exécution, la main dans la main.

## Galerie

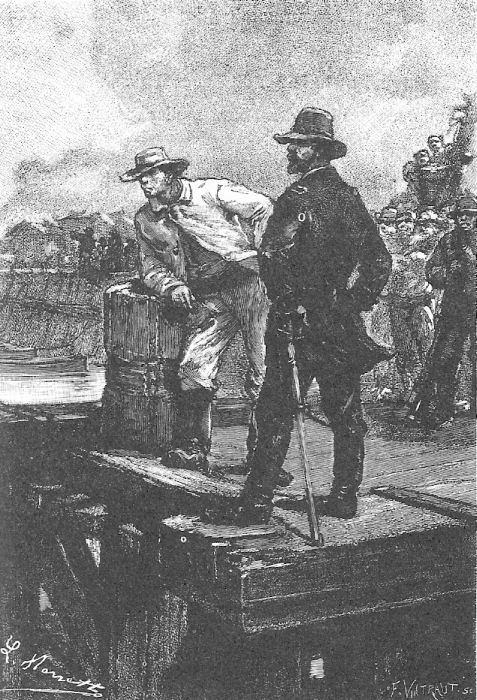
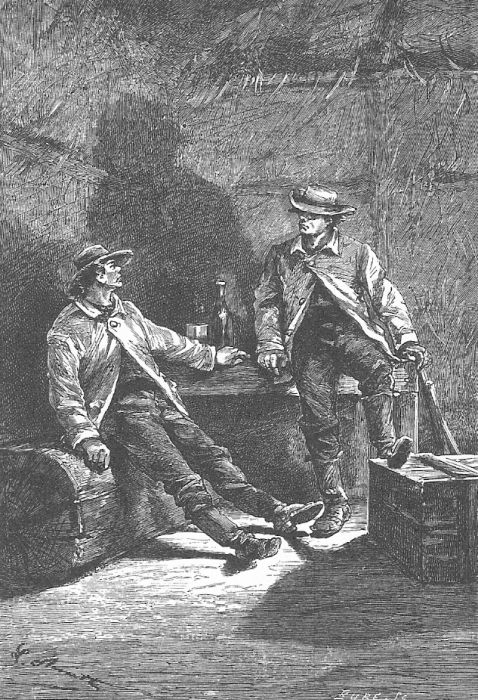
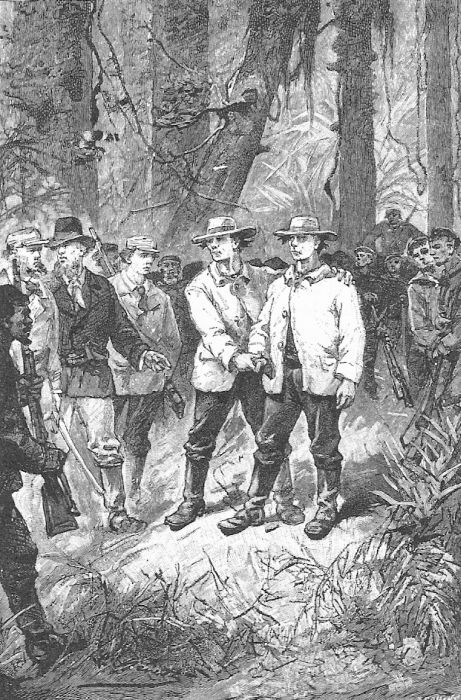

## Autres personnages du roman
• Zermah